# Dual Shaft Balancer System
DSBS staat voor: Dual Shaft Balancer System.
Dit is een balanceersysteem met één balansas vóór en één achter de krukas van sommige Honda motorfietsen. Honda bedacht dit systeem in navolging van Yamaha’s DBS. DSBS werd geïntroduceerd op de Honda CBR 1100 XX Super Blackbird in 1996.